# 제24회 대종상
제24회 대종상의 시상식에 관한 내용이다.

## 수상 및 후보

### 감독상
- 길소뜸 - 화천공사 수상
- 깊고 푸른 밤 - 배창호 수상

### 시나리오상
- 깊고 푸른 밤 - 최인호 수상

### 남우주연상
- 깊고 푸른 밤 - 안성기 수상

### 여우주연상
- 길소뜸 - 김지미 수상

### 남우조연상
- 화녀촌 - 나기수 수상

### 여우조연상
- 오싱 - 한은진 수상

### 신인감독상
- 밤의 열기 속으로 - 장길수 수상

### 촬영상
- 깊고 푸른 밤 - 정광석 수상

### 편집상
- 김현 수상

### 조명상
- 깊고 푸른 밤 - 김강일·김동호 수상

### 음악상
- 길소뜸 - 김정길 수상

### 미술상
- 길소뜸 - 김유준 수상

### 녹음상
- 손인호 수상

### 우수작품상
- 깊고 푸른 밤 - 동아수출공사 수상
- 에미 - 황기성사단 수상

### 특별상
- 화녀촌 - 최현미(신인연기) 수상
- 전혜성(신인연기) 수상
- 밤의 열기 속으로 - 손효신(음향효과) 수상
- 뽕 - 윤삼육(각색) 수상
- 최금동·김대진(공로) 수상